# Municipio de Grant (condado de Guthrie)
El municipio de Grant (en inglés: Grant Township) es un municipio ubicado en el condado de Guthrie en el estado estadounidense de Iowa. En el año 2010 tenía una población de 216 habitantes y una densidad poblacional de 2,07 personas por km².

## Geografía
El municipio de Grant se encuentra ubicado en las coordenadas 41°33′11″N 94°38′36″O / 41.55306, -94.64333. Según la Oficina del Censo de los Estados Unidos, el municipio tiene una superficie total de 104.28 km², de la cual 104,28 km² corresponden a tierra firme y (0 %) 0 km² es agua.

## Demografía
Según el censo de 2010, había 216 personas residiendo en el municipio de Grant. La densidad de población era de 2,07 hab./km². De los 216 habitantes, el municipio de Grant estaba compuesto por el 100 % blancos. Del total de la población el 0,93 % eran hispanos o latinos de cualquier raza.